# MTV Music (Reino Unido e Irlanda)
MTV Music es un canal de televisión por suscripción británico operado por Paramount Networks UK & Australia, que inició emisiones el 1 de febrero de 2011. La marca se lanzó por primera vez en el Reino Unido e Irlanda, antes de lanzarse versiones locales en Australia y Nueva Zelanda, Italia, los Países Bajos y Polonia. A diferencia de otros canales de MTV Music, el canal ofrece subtítulos en algunos programas.

## Historia
Viacom International Media Networks anunció el lanzamiento de un canal ininterrumpido de música en enero de 2011. Debido a que el canal y la marca principal de MTV se había desviado de su propósito original, enfocándose en el entretenimiento, y había aumentado la competencia de otros canales de música y servicios en línea, MTV abordó el problema con el lanzamiento de un nuevo canal de música llamado MTV Music. El canal se lanzó el 1 de febrero de 2011 tanto en el Reino Unido como en Irlanda. El canal reemplazó a MTV Shows.
El 1 de febrero de 2011, en Sky UK y Sky Ireland, MTV y MTV Shows intercambiaron sus posiciones en la guía electrónica de programas, donde MTV pasó a formar parte de los canales de entretenimiento y MTV Shows se trasladó a los canales de música y pasó a llamarse MTV Music. La programación de MTV Shows se transfirió a MTV, mientras que MTV Music se dedicó a reproducir videos musicales, al igual que sus canales hermanos MTV Base, MTV Classic, MTV Dance, MTV Hits, MTV Rocks y MTV Live.
MTV Music Reino Unido e Irlanda comenzó a transmitir en pantalla ancha (widescreen) el 28 de marzo de 2012. El 15 de febrero de 2016, MTV Music +1, se lanzó en el Reino Unido en el canal Sky 358, reemplazando la versión de definición estándar de MTV Live HD. 
Tras los cierres de MTV OMG, MTV Rocks y Club MTV el 20 de julio de 2020, MTV Music transmite una lista semanal basada en la programación de MTV Rocks los domingos. El canal timeshift MTV Music +1 también cerró como parte de este cambio, junto con los timeshifts para MTV y Comedy Central Extra.

## Canales regionales

### Paneuropeo
Una versión paneuropea del canal, llamada MTV Music 24. La programación consta de videos musicales ininterrumpidos las 24 horas del día. El canal está registrado en el regulador de radiodifusión RRTV en la República Checa.
Este canal estaba disponible en Austria, Croacia, Dinamarca, Finlandia, Alemania, Hungría, Israel, Letonia, Lituania, Luxemburgo, Malta, Países Bajos, Noruega, Polonia, Portugal, Eslovenia, España, Suecia, Suiza y Sudáfrica. Antes de su lanzamiento, MTV Music UK estaba disponible en toda Europa.
El canal cerró sus emisiones el 1 de junio de 2021.

#### Irlanda
MTV Music Ireland fue lanzada el 15 de octubre de 2013. Esta señal transmitía la señal del Reino Unido con actualizaciones y anuncios de entretenimiento irlandeses.  MTV Music Ireland cerró el 31 de mayo de 2019 y fue reemplazada por la versión de Reino Unido.

#### Italia
MTV Music Italia se lanzó en Italia el 1 de marzo de 2011, reemplazando a MTV Plus.

#### Australia y Nueva Zelanda
El 3 de diciembre de 2013, se lanzó el canal en Australia reemplazando a MTV Hits Australia. El 1 de diciembre de 2015, MTV Music se lanzó en Nueva Zelanda en Sky Television, reemplazando tanto a MTV Hits Australia como a MTV Classic. Cerró el 1 de julio de 2020 y reemplazado por un relanzamiento de MTV Hits Australia & New Zealand.

#### Polonia
MTV Music se lanzó en Polonia el 17 de octubre de 2017, reemplazando a VIVA Polonia VIVA después de 17 años. MTV Music se cerró en Polonia el 3 de marzo de 2020 junto con la versión local de VH1 y se reemplazó por MTV Music 24 .

## Logotipos

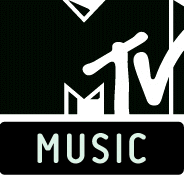
2011-2013
2013-2017
2017-2021
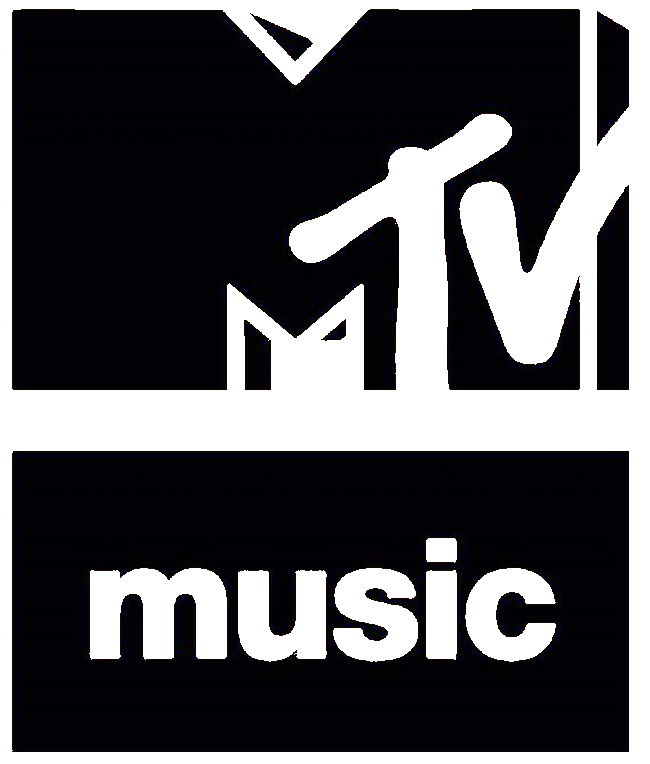
2019
Desde 2021